# Calendrier maya

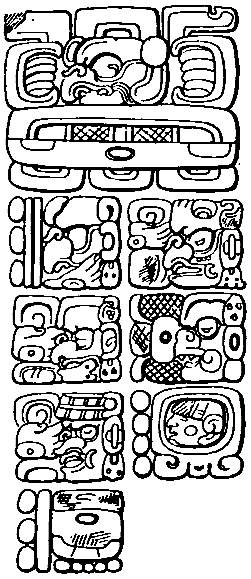
Façade est de la stèle C de Quiriguá : on y lit la date du 13 baktun, 0 katun, 0 tun, 0 uinal, 0 kin, 4 ahau 8 cumku, du début du compte long, correspondant au 11 août 3114 av. J.-C..

Le calendrier maya était la version maya du calendrier mésoaméricain, composé de différents systèmes calendaires évoluant de manière concomitante. Il se composait d'un calendrier sacré, Tzolk'in (ou Bucxok), cyclique sur 260 jours, d'un calendrier solaire, Haab, cyclique sur 365 jours, et du compte long qui faisait le lien entre les deux précédents calendriers.

## Principaux cycles
La vie des Mayas était structurée par deux calendriers. Le premier est le tzolk'in, « année » non numérotée de 260 jours (ou kin), à caractère divinatoire et religieux ; ce calendrier est composé de vingt jours combinés à treize nombres (sans doute les 13 divinités diurnes). Le deuxième est le haab, « année vague » non numérotée de 365 jours, à caractère civil. Ce calendrier comporte dix-huit mois (uinal) de vingt jours chacun, plus cinq jours additionnels nommés uayeb (way + haab = lit de l'année). Ces deux calendriers se synchronisent toutes les 52 années solaires (18 980 jours).
Le compte long est un décompte permettant de faire le lien entre le haab et le tzolkin et d'établir la position d'un événement historique donné dans les deux systèmes. Le système est majoritairement vicésimal (base 20), c'est-à-dire que chaque unité du compte est égale à vingt sous-unités, avec l'exception de la deuxième position (tun), qui correspond à 18 uinal, afin qu'un tun corresponde à 360 kin, soit une durée proche de l'année solaire. Certaines inscriptions mayas liées au compte long sont complétées par ce qu'on nomme série lunaire, une autre forme du calendrier qui fournit une indication sur la phase lunaire.
Les Mayas utilisaient aussi une autre façon de mesurer le temps, à partir des cycles solaires (équinoxes et solstices), les cycles vénusiens qui suivent les apparitions et conjonctions de Vénus à l'aube et au crépuscule. De nombreux événements de ce cycle étaient indésirables et associés au mal, et les guerres ont parfois été coordonnées pour coïncider avec les phases de ce cycle. Enfin, les cycles sont associés à différents dieux et événements cosmiques. Ainsi, le cinquième soleil représente la fin d'un cycle stellaire associé à la lune et le début d'une nouvelle période appelée sixième soleil associé au retour de Kukulkan.
| Calendrier grégorien                                    | Compte long, tzolkin, haab et bolontiku | Nom français                                                      |
| ------------------------------------------------------- | --------------------------------------- | ----------------------------------------------------------------- |
| Nous sommes maintenant le vendredi 9 mai 2025 09:29 UTC | Baktun · Katun · Tun · Uinal · Kin · Ik | 13 Baktun 0 Kʼatun 12 Tun 10 Uinal 2 Kʼin 2 Ik 0 Sip G4 Bolontiku |
| Baktun · Katun · Tun · Uinal · Kin · Ik                 |                                         |                                                                   |

## Cycles secondaires
L'un des cycles du calendrier maya compte 819 jours. Sa signification est longtemps restée énigmatique faute d'avoir trouvé une correspondance avec un cycle naturel. Ce n'est qu'en 2023 dans une étude publiée le 18 avril par l'université de Cambridge que des chercheurs britanniques font le lien entre ce cycle et les périodes synodiques des cinq planètes visibles à l'œil nu : Mercure, Vénus, Mars, Jupiter et Saturne,.

## Compte long
Pour les Mayas, les plus importants cycles étaient inscrits dans les séries initiales (dates détaillées en tête de nombreuses inscriptions). Le compte long, ou décompte des jours sur une période d'environ 5125 ans (soit 13 baktunob (1 872 000 jours),, destiné à la datation des événements préhistoriques (successions, batailles), qui se subdivisait ainsi :
- le kin, jour
- le uinal, période de 20 kinob (20 jours) ;
- le tun, période de 18 uinalob, soit environ un an (360 jours) ;
- le katun, période de 20 tunob, soit environ 20 ans (7 200 jours) ;
- le baktun, période de 20 katunob, soit environ 394 ans (144 000 jours) ;
- le pictun, période de 20 baktunob, soit environ 7885 ans (2 880 000 jours) ;
- le calabtun, période de 20 pictunob, soit environ 157 700 ans (57 600 000 jours) ;
- le kinchiltun période de 20 calabtunob, soit environ 3 millions d'années (1 152 000 000 jours) ;
- le alautun, période de 20 kinchiltunob soit environ 63 millions d'années (23 040 000 000 jours) ;
- le hablatun, période de 20 alautunob soit plus d'un milliard d'années (460 800 000 000 jours) ;
- le bolontiku, cycle novénal ou cycle des « seigneurs de la nuit », d'une période de 9 jours ;
- le cycle des phases de la Lune (« âge de la lune » et numéro de la lunaison).

Autres cycles de nature calendaire :
- Compte court utilisé à la place du compte long depuis le classique terminal jusque durant la période coloniale.
- Cycle sidéral de Vénus.

Le nombre 20 apparaît fréquemment dans le calendrier, car les Mayas utilisaient un système de numération positionnel en base 20. Le tzolk'in et le haab continuent à être employés par les Mayas quichés. Les corrélations entre ces calendriers sont parfaites et attestées par toutes les inscriptions mayas retrouvées. Par exemple, on sait avec certitude que le jour appelé 9.12.11.5.18 au compte long (soit 9 baktun, 12 katun, 11 tun, 5 uinal et 18 kin depuis l'époque du compte long) correspond à 11 Yax au Haab et 6 Etznab au Tzolkin, jour de la mort de Pacal Ier, seigneur de Palenque, premier seigneur de la Nuit.

## Correspondance avec les autres calendriers
Joseph T. Goodman, Juan H. Martínez Hernández et J. Eric S. Thompson ont proposé, en 1950, sur la base du recoupement de données variées, la corrélation suivante entre le calendrier maya et le calendrier grégorien (standard international actuel, cf. ISO 8601), qui a été confirmée par diverses autres données ultérieures[évasif] et sert de référence à la plupart des spécialistes sous le nom de corrélation GMT.
La date 0.0.0.0.0 du compte long maya correspond à la date ISO -003113-08-11, soit le 11 août -3113 (3114 av. J.-C.) du calendrier grégorien proleptique (date maya : 4 ahau 8 cumuk). Cette date correspond au jour julien 584283 et au 6 septembre 3114 av. J.-C. du calendrier julien (sensiblement à partir du lever du soleil sur un fuseau horaire pour l'Amérique). La date 9.12.11.5.18 du compte long maya correspond au mercredi 29 août 683 du calendrier grégorien proleptique ou au 26 août 683 du calendrier julien, le plus souvent utilisé en histoire. La corrélation Thompson décale la corrélation GMT de deux jours, fixant la date initiale du compte long au 13 août -3113. De nombreuses autres hypothèses de corrélation ont été publiées, mais elles ne servent pas de référence aux mésoaméricanistes.

## Fin des calendriers
Le mayanisme et d'autres courants du New Age, parmi lesquelles les mouvances millénaristes, prédisaient des changements radicaux voire la fin du monde pour 2012 en se basant sur le Tzolk'in, la situant généralement plus précisément le 21 décembre (et d'autres auteurs, encore, évoquaient une erreur de calcul qui déplacerait la date). Ces dates correspondraient à la fin d’un cycle du calendrier maya et marqueraient, selon les partisans de la théorie, un changement dans la conscience mondiale et le début d’un nouvel âge.
Cette prophétie avait été rejetée par les scientifiques, tout comme les autres prédictions de fin du monde, pour son caractère pseudoscientifique. En effet, aucune inscription maya n'évoquait la moindre prédiction de fin du monde ou de quelque bouleversement majeur pour cette date-là. De plus, ce qui était considéré par les partisans de cette prédiction comme la fin du calendrier maya n'est en fait que la fin d'un cycle, tout comme chaque 31 décembre marque la fin du cycle d'une année dans le calendrier grégorien, sans que cela n'implique de fin définitive du calendrier, et encore moins la fin du monde.
Une découverte en mars 2010 de peintures murales, de hiéroglyphes et du plus ancien calendrier lunaire maya (1 200 ans) sur le site de Xultún, révélés en mai 2012 dans un article publié par la revue scientifique Science, est venu par ailleurs contredire la date de 2012 comme fin d'un cycle ou du monde, les murs étant couverts de calculs allant au-delà de cette date, certains jusqu'à 7 000 ans. « Les anciens Mayas prédisaient que le monde continuerait et que dans 7 000 ans, les choses seraient exactement comme elles étaient alors », explique l'archéologue William Saturno de la Boston University dans un article de Science. Mais, selon l'épistémologue André Cauty, il n'est pas possible de définir une table astronomique, les éphémérides ou un calendrier après la découverte archéologique de signes mayas à Xultun au Guatemala.

### Filmographie
- fin du monde selon les mayas, Arte, 2012

### Webographie
- Découverte des plus anciennes traces du calendrier maya